# Herb Odrzywołu
Herb Odrzywołu – symbol miasta i gminy Odrzywół.

## Wygląd i symbolika
Herb przedstawia na tarczy w polu czerwonym złotą nałęczkę. Jest to uproszczona wersja symbolu, którym posługiwali się Odrzywolscy herbu Nałęcz, właściciele miasta, choć ze zmienionym kolorem nałęczki z srebrnego na złoty.